# Ponížení
Ponížení je vystavení bytosti (entity používající přirozenou inteligenci) takovému úkonu, pro jehož uplatnění na sobě tato entita může oprávněně cítit stud a o kterém se současně lze důvodně domnívat, že přistoupení k němu není nezbytné k zachování chodu společnosti, nebo je nezbytné jen v krajních případech — takových, jimž se bytost při vyvinutí jistého úsilí může bezpečně vyhnout.
Jako ponížení může být vnímáno poučení, jednání imperativem, veřejně nebo necitlivě podané nelichotivé hodnocení, veřejné seznámení se závěrem testování, jehož výsledek není stoprocentní, suspenze, osobní prohlídka nebo třeba pranýřování. K naplnění podstaty ponížení ve smyslu vyvolání studu není neobvyklá podmínka, aby předmětný úkon administrovala autorita (např. policista, přepravní kontrolor, učitel nebo správní úřad); více, než šikaně v podobě násilného obnažení studentky gymnázia spolužáky ve škole, intuitivnímu chápání ponížení odpovídá necitlivé vyřešení sporu mezi žáky učitelem; pomluva, nedojde-li k ní v přítomnosti dotčeného subjektu, ponížením spíše není.
V historickém vývoji společnosti je patrná snaha o vytěsňování ponižujícího zacházení. Lze říci, že akt ponížení je ospravedlnitelný jen tehdy, je-li zřejmé, že dotčená bytost si byla plně vědoma, že s konáním, kterého se dopustila, je spojeno riziko uplatnění takového aktu (na rozdíl od právní zásady „nevědomost neomlouvá“). Proto se dnes setkáváme s nápisy informujícími o přítomnosti kamerového systému nebo ukazateli zbývajícího času při časově omezených výkonech. Institutem, který bytosti chrání před ponížením, je důstojnost.
Z důvodu objektivní potřeby přísnějších pravidel pro zachování funkce společnosti jsou normy zakazující úkony vnímané jako ponižující principielně méně restriktivní za válečného stavu. Ke strpění jednání více zasahujícího do lidské důstojnosti může zavazovat služební poměr policisty, příslušníka vězeňské služby, ozbrojených sil apod.